# Camélologie
La camélologie est la science qui étudie la famille des camélidés (dromadaires, chameaux, lamas, vigognes). Ce néologisme est la traduction de l'anglais camel sciences. Un chercheur spécialiste sera appelé « camélologue »,  néologisme créé  par Bernard Faye, chercheur au CIRAD, le Centre de coopération internationale en recherche agronomique pour le développement. Le terme français, accepté par l'Académie Française en 2003, est désormais traduit en anglais sous le terme "camelologist".
La société savante ISOCARD (International Sociéty for Camelid Research and Development) regroupe les camélologues du monde entier. Elle a tenu sa première réunion en 2006 à Al Ain aux Émirats arabes unis, la seconde en Tunisie à Djerba en avril 2009, la troisième à Mascate au Sultanat d'Oman en 2012, la quatrième à Almaty au Kazakhstan en 2015, la cinquième à Laâyoune au Maroc en 2018 et la plus récente en 2023 à Al-Ahssa en Arabie Saoudite. Les proceedings de ces conférences sont disponibles sur le site officiel de l'ISOCARD.